# José Alberto Azeredo Lopes
José Alberto de Azeredo Ferreira Lopes (né en 1961 à Porto) est un universitaire et homme d'État portugais.

## Biographie

### Formation et vie professionnelle
Il étudie le droit à l'université catholique portugaise (UCP), où il obtient sa licence, puis sa maîtrise et enfin son doctorat.
Il est directeur de l'école de droit portuaire de la faculté de droit de l'UCP entre 2005 et 2006, puis président de l'Entité de régulation de la communication sociale (ERC) jusqu'en 2011.

### Engagement politique
Il est choisi en 2013 par le nouveau maire de Porto Rui Moreira comme chef de cabinet. Le 26 novembre 2015, José Alberto Azeredo Lopes est nommé ministre de la Défense nationale dans le gouvernement minoritaire du socialiste António Costa.
Il remet sa démission le 12 octobre 2018, en conséquence de l'« affaire Tancos ». À la fin du mois de juin 2017, plusieurs armes lourdes avaient été volées dans un dépôt militaire de Tancos, à Vila Nova da Barquinha. Les armes avaient été retrouvées quatre mois plus tard sur un terrain vague. Plusieurs hauts gradés de la police militaire ont par la suite reconnu avoir couvert l'auteur du vol en échange de la mise en scène de cette récupération, assurant l'avoir fait en accord avec le cabinet du ministre.